# Presa de Šance
La presa de Šance (en checo, Vodní nádrž Šance) es un embalse de agua y una presa en la cordillera de los Beskides moravo-silesios, región de Moravia-Silesia, República Checa. La presa fue construida en el curso superior del río Ostravice y tiene una superficie de 3,37 km². Fue construida en 1964-1969 y empezó a operar en el año 1974. Parte del pueblo de Staré Hamry fue demolido y subsecuentemente inundado durante la construcción. El nombre de la presa viene de la colina que queda por encima de la presa.
La presa se usa principalmente para suministrar agua potable a las ciudades y pueblos cercanos y para evitar inundaciones del río Ostravice.